# Джуриничі
42°28′ пн. ш. 18°26′ сх. д. / 42.46° пн. ш. 18.44° сх. д.
Джуриничі (хорв. Đurinići) — населений пункт у Хорватії, у Дубровницько-Неретванській жупанії у складі громади Конавле.

## Населення
Населення за даними перепису 2011 року становило 96 осіб.
Динаміка чисельності населення поселення: